# Óscar González (piloto)
Óscar Mario González Afonso (Montevideo, 10 de noviembre de 1923-ibidem, 5 de noviembre de 2006), apodado como Bocha González, fue un piloto de automovilismo uruguayo. En Fórmula 1 disputó un Gran Premio (Argentina 1956) compartiendo coche con Alberto Uria y acabando en la sexta posición.

## Resultados

### Fórmula 1
(Clave) (negrita indica pole position) (cursiva indica vuelta rápida)

| Año         | Escudería    | 1      | 2   | 3   | 4   | 5   | 6   | 7   | 8   | Pos. | Puntos |
| ----------- | ------------ | ------ | --- | --- | --- | --- | --- | --- | --- | ---- | ------ |
| 1956        | Alberto Uria | ARG 6‡ | MON | 500 | BEL | FRA | GBR | GER | ITA | NC   | 0      |
| Referencia: |              |        |     |     |     |     |     |     |     |      |        |